# ريمون فرنسيس (ممثل صوت)
ريمون فرنسيس هو ممثل صوت ومهندس صوت لبناني.

## فيلموغرافيا

### أفلام
- لمن يغنى الحب (مهندس صوت)
- أيام اللولو (مهندس صوت)
- في مهب الريح (مهندس صوت)

### أدوار الدبلجة
- ثانوية الاستخبارات
- دكتور هو
- سيارات 2 - مايلز (النسخة العربية الفصحى)
- كريغ من الجدول - بيرنارد - الملك زافيير (الصوت الثاني)
- الفأر المتحري - فلافرشام (النسخة العربية الفصحى)
- المختار الثقفي